# ABC Supply Company A.J. Foyt 225 2009
ABC Supply Company A.J. Foyt 225 2009 var ett race som var den femte deltävlingen i IndyCar Series 2009. Racet kördes den 31 maj på Milwaukee Mile. Scott Dixon utnyttjade ett missförstånd i samband med att Ryan Briscoe skulle varva Tomas Scheckter, och dök innanför Briscoe, vilket gav honom en ledning han inte skulle släppa. Briscoe höll i sin tur precis undan för Dario Franchitti på tredje plats. Graham Rahal fortsatte med sin övertygande ovalform, och slutade fyra. Indianapolis 500-vinnaren Hélio Castroneves hade en mindre lyckad helg, och blev elva efter att ha kraschat under kvalet.

## Slutresultat
| Plats | Förare            | Team                     | Grid | Kvaltid |
| ----- | ----------------- | ------------------------ | ---- | ------- |
| 1     | Scott Dixon       | Chip Ganassi Racing      | 4    | 21,868  |
| 2     | Ryan Briscoe      | Team Penske              | 1    | 21,699  |
| 3     | Dario Franchitti  | Chip Ganassi Racing      | 8    | 22,185  |
| 4     | Graham Rahal      | Newman/Haas Racing       | 2    | 21,734  |
| 5     | Danica Patrick    | Andretti Green Racing    | 7    | 22,122  |
| 6     | Raphael Matos     | Luczo Dragon Racing      | 9    | 22,189  |
| 7     | Marco Andretti    | Andretti Green Racing    | 13   | 22,621  |
| 8     | Hideki Mutoh      | Andretti Green Racing    | 6    | 21,993  |
| 9     | Mário Moraes      | KV Racing Technology     | 5    | 21,907  |
| 10    | Dan Wheldon       | Panther Racing           | 14   | 22,634  |
| 11    | Hélio Castroneves | Team Penske              | 20   | -       |
| 12    | Ryan Hunter-Reay  | Vision Racing            | 19   | 22,783  |
| 13    | Tomas Scheckter   | Dreyer & Reinbold Racing | 10   | 22,374  |
| 14    | Robert Doornbos   | Newman/Haas Racing       | 12   | 22,603  |
| 15    | Justin Wilson     | Dale Coyne Racing        | 15   | 22,637  |
| 16    | Ed Carpenter      | Vision Racing            | 19   | 22,836  |
| 17    | Paul Tracy        | A.J. Foyt Enterprises    | 16   | 22,724  |
| 18    | Ernesto Viso      | HVM Racing               | 17   | 22,731  |
| 19    | Tony Kanaan       | Andretti Green Racing    | 3    | 21,776  |
| 20    | Mike Conway       | Dreyer & Reinbold Racing | 11   | 22,529  |